# Tratatul de pace Israel-Iordania
Tratatul de pace Israel-Iordania (formal Tratatul de Pace dintre Statul Israel și Regatul Hașemit al Iordaniei), denumit uneori Tratatul de la Wadi Araba, este un acord care a pus capăt stării de război care a existat între cele două țări de la războiul arabo-israelian din 1948 și a stabilit relații diplomatice reciproce⁠(<span title="relațiile Israel-Iordania|relații diplomatice reciproce la Wikidata">d). Pe lângă stabilirea păcii între cele două țări, tratatul a rezolvat și disputele legate de terenuri și ape, a prevăzut o cooperare extinsă în domeniul turismului și al comerțului și a obligat ambele țări să împiedice ca teritoriul lor să fie folosit ca punct de desfășurare a unor atacuri militare de către o țară terță.
Ceremonia de semnare a avut loc la punctul de trecere a frontierei de sud la Arava la 26 octombrie 1994. Iordania a fost a doua țară arabă, după Egipt, care a semnat un acord de pace cu Israel.